# Elektronik

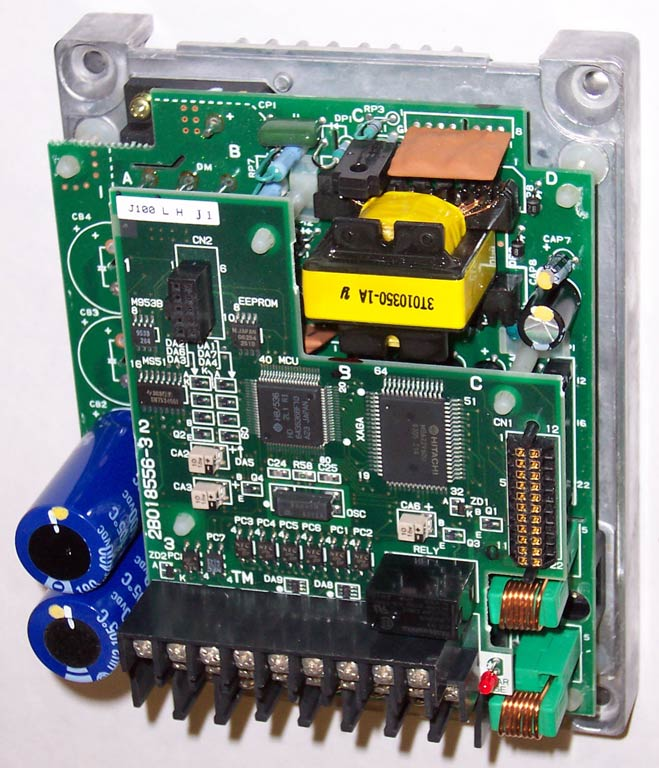
Elektronikbaugruppe eines Frequenzumrichters

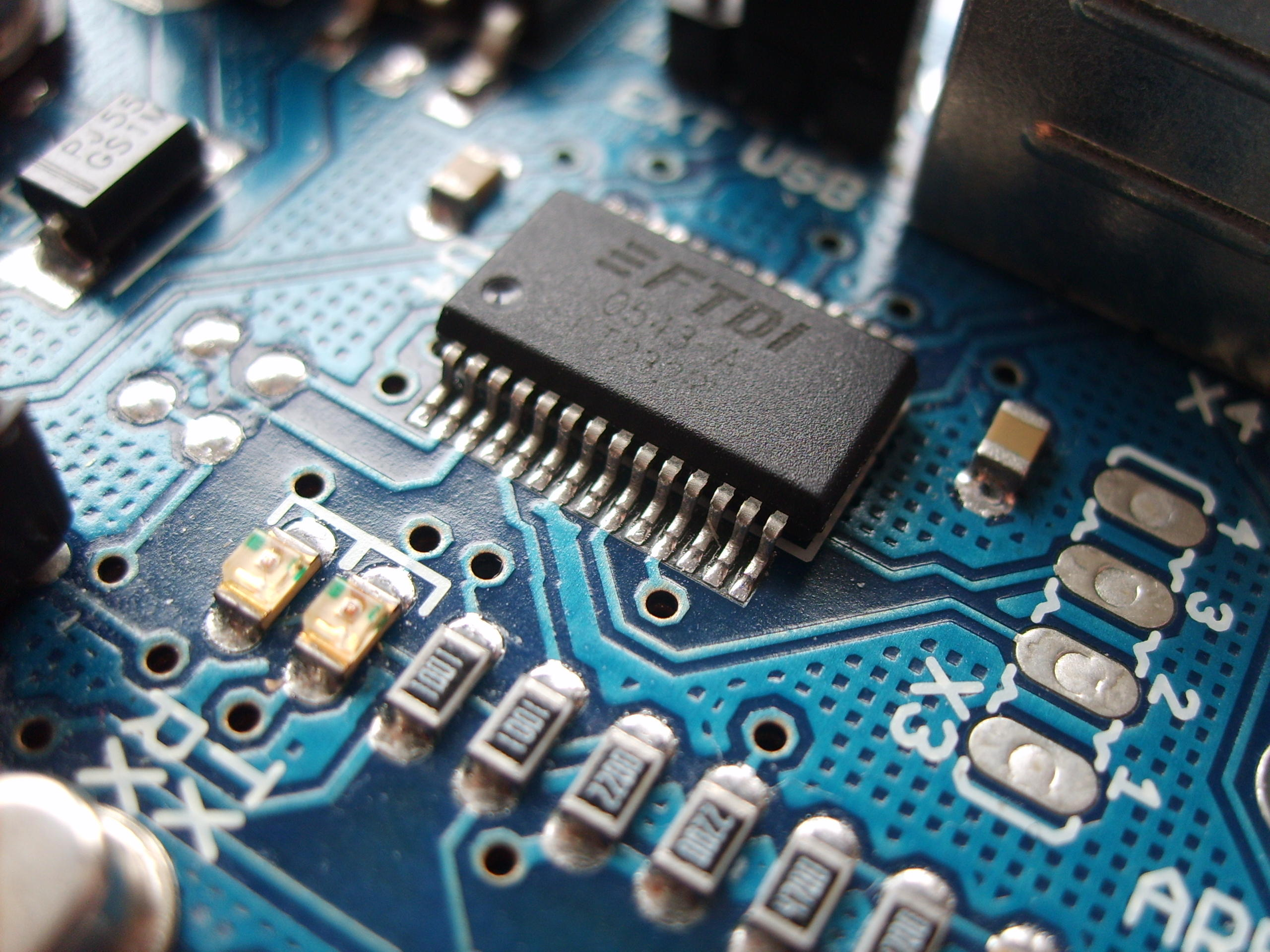
Oberseite einer Leiterplatte mit einem integrierten Schaltkreis (oben), Widerständen (rechts unten), zwei Leuchtdioden (Mitte links) und einem Kondensator (hellbrauner Quader Mitte rechts)

Die Elektronik ist ein Teilgebiet der Elektrotechnik. Sie ist die Wissenschaft und Technik von der Steuerung des elektrischen Stromes durch elektronische Schaltungen – das sind Schaltungen, in denen mindestens ein aktives Bauelement (zum Beispiel eine Vakuumröhre oder ein Halbleiter-Bauelement) arbeitet.
Aktive elektronische Bauelemente verhalten sich prinzipiell hinsichtlich ihrer Kennlinie nichtlinear, während sich passive elektrische und elektronische Bauelemente meist eher linear verhalten. Elektronik befasst sich auch mit dem Entwurf, der Konstruktion und dem Funktionsprinzip elektronischer Bauelemente. Die Mikroelektronik umfasst integrierte Schaltkreise, deren Strukturgrößen im Mikrometer- und Nanometerbereich liegt und die zunehmend diskret (das heißt, aus einzelnen aktiven und passiven Elementen) aufgebaute elektronische Schaltungen ablösen. Dessen ungeachtet findet eine zunehmende Miniaturisierung der Bauteile und Baugruppen statt.
Elektronik erzeugt und verarbeitet elektrische Signale (Informationsverarbeitung, Signalverstärkung und -konditionierung, früher als Schwachstromtechnik bezeichnet). Leistungselektronik wandelt elektrische Energie hinsichtlich ihre Spannung, ihres Stromes oder ihrer Schwingungsform und -frequenz.
Die Elektronik verwendet vorrangig Transistoren, Dioden sowie passive Bauelemente wie Kondensatoren und Widerstände.
Elektronische Schaltungen werden meist auf Leiterplatten aufgebaut (Leiterplattenbestückung) und zu elektronischen Baugruppen, Geräten und Apparaten zusammengebaut.
Die Optoelektronik ist ein Teilgebiet der Elektronik und erzeugt, verwendet und detektiert Licht im Zusammenhang mit der Funktion einer elektronischen Schaltung.

## Wortbildung
Der Begriff Elektronik leitet sich von dem griechischen Wort elektron (ἤλεκτρον) ab, das Bernstein bedeutet. Elektronik ist ein Kofferwort, das aus den Begriffen Elektron (dem Elementarteilchen) und Technik zusammengefügt wurde. Die Elektronik ist sozusagen die Elektronen-Technik.

## Geschichte
1873 entdeckte Willoughby Smith, dass Selen in der Lage ist, bei Licht zu leiten (Photoeffekt). Auf diese Erkenntnis hin entdeckte Karl Ferdinand Braun 1874 den Gleichrichtereffekt. Stoney und Helmholtz prägten den Begriff des Elektrons als Träger des elektrischen Stroms. 1883 erhielt Thomas Alva Edison ein Patent auf einen Gleichspannungsregler, der auf der Glühemission (dem Edison-Richardson-Effekt) beruhte, einer Voraussetzung für alle Vakuumröhren. 1897 begann die Entwicklung der Braunschen Röhre durch Karl Ferdinand Braun. Im Jahre 1899 begann daraufhin die Entwicklung der Spitzendiode. 1904 erlangte John Ambrose Fleming ein Patent auf eine Vakuumdiode.
Zu Beginn des 20. Jahrhunderts war die Entwicklung von Elektronenröhren bereits fortgeschritten. Die ersten Elektronenröhren wurden entwickelt und bereits in elektrischen Schaltungen genutzt. Mit der Triode stand zum ersten Mal ein brauchbares Bauelement zum Aufbau von Verstärkern zur Verfügung. Dadurch wurden Erfindungen wie Rundfunk, Fernsehen und Radar möglich.
Im Jahr 1948 wurde der erste Transistor vorgestellt. Transistoren können wie Röhren als Verstärker, elektronische Schalter oder als Oszillator eingesetzt werden. Jedoch lassen sich Transistoren im Gegensatz zu Vakuumröhren, die sehr viel Raum und elektrische Leistung brauchen, sehr klein fertigen, denn sie basieren auf Halbleitertechnik, wodurch sehr viel höhere Stromdichten möglich sind.
In den 1960er Jahren gelang die Fertigung von kompletten, aus mehreren Transistoren und weiteren Bauelementen bestehenden Schaltungen auf einem einzigen Siliziumkristall. Die dadurch eingeleitete Technik der integrierten Schaltkreise (kurz IC von engl. integrated circuit) hat seitdem zu einer stetigen Miniaturisierung geführt. Heute ist die Halbleiterelektronik der wichtigste Zweig der Elektronik.
Als Schlüsseltechnologie für die Zukunft wird zuweilen die Polytronik gesehen. Sie bezeichnet die Zusammenführung kunststoffbasierter Systemfunktionen zu der Vision „intelligentes Plastik“.

## Bauelemente
Zu den wichtigen Bauelementen zählen Widerstand, Kondensator, Transistor, Diode, Spule und die Integrierte Schaltung (kurz IC). Alle diese Bauelemente werden in einer großen Typenvielfalt angeboten. Eine Bauteil-variante ist die SMD-Bauelemente, die durch ihre meistens sehr kompakte Bauform, direkt an der Oberfläche der Leiterplatte angelötet werden.
Man spricht von passiven Bauelementen, wenn primär Widerstände, Kondensatoren und Induktivitäten gemeint sind. Unter den aktiven Bauelementen werden meist alle Arten von integrierten Schaltungen, Halbleiterbauelementen und Elektronenröhren verstanden.
Durch die exakt berechnete Zuordnung der logisch miteinander arbeitenden elektronischen Bauteile auf einer Platine entsteht ein elektronischer Schaltkreis.
Ein selbständig und logisch arbeitender Rechnen-Operator-Chip ist der moderne Prozessor, der nicht nur auf dem Mainboard eines Computers zu finden ist, sondern ein Bestandteil moderner Industrie- und Fahrzeugtechnik ist.

## Entwurf von Leiterplatten und integrierter Schaltkreise
„Entwurfsautomatisierung elektronischer Systeme“ ist die deutsche Bezeichnung rechnergestützter Hilfsmittel für den Entwurf von elektronischen Systemen, insbesondere der Mikroelektronik. Im Englischen wird dies „Electronic Design Automation“ genannt (abgekürzt EDA). EDA wird zumeist als Teilgebiet des computer-aided design (CAD) bzw. des computer-aided engineering (CAE) verstanden. Alternativ wird anstelle von EDA auch von ECAD (electronic CAD) gesprochen.

## Analogtechnik
Die Analogtechnik beschäftigt sich vor allem mit der Verarbeitung von stetigen Signalen. Man nutzt dabei die physikalischen Gesetze aus, die das Verhalten der Bauelemente (Widerstände, Kondensatoren, Transistoren, Röhren usw.) beschreiben.
Grundschaltungen sind zum Beispiel Stromquellen, Stromspiegel, Differenzverstärker, Kaskaden oder die Bandabstandsreferenz. Es lassen sich z. B. Verstärker, Operationsverstärker, Oszillatoren, Filter usw. aufbauen. Mit Operationsverstärker-Schaltungen lassen sich mathematische Operationen ausführen (zum Beispiel Subtraktion, Addition, Integration, Differentiation) oder strenge Frequenzfilter bauen. Auch Diskriminatoren sind der Analogtechnik zuzuordnen.
Früher löste man Differentialgleichungen mit Analogrechnern.
Die Analogtechnik bildet prinzipiell die Grundlage der Digitaltechnik. Diese ersetzt zunehmend die Analoge Signalverarbeitung, da sie weniger benachteiligt ist durch Bauteiltoleranzen und Signalstörungen.

## Digitaltechnik
Die Digitaltechnik beschäftigt sich mit der Verarbeitung von diskreten Signalen (ausgedrückt als Zahlen oder logische Werte). Die Diskretisierung betrifft dabei immer den Wertebereich und oft auch zusätzlich das zeitliche Verhalten. In der Praxis beschränkt man sich auf zweiwertige Systeme, d. h.: Spannungen oder Ströme sollen – abgesehen von Übergangsvorgängen – nur zwei Werte annehmen (an/aus, 1 oder 0, auch high/low, kurz H/L). Die Änderung der Werte kann bei zeitdiskreten Systemen nur zu bestimmten, meist äquidistanten Zeitpunkten stattfinden, die ein Takt vorgibt. Analog-Digital-Umsetzer setzen analoge Signale in Digitalsignale um. Transistoren werden in der Digitaltechnik als Schaltverstärker, zur Signalverknüpfung und als Speicherzelle eingesetzt.
Die Digitalisierung der Analogsignalverarbeitung (DSP) geht auf Kosten des Bauteilaufwandes. Ist z. B. eine analoge Schaltung mit einem Fehler von 0,1 % behaftet, so kann dieser Fehler ab ca. 10 Bit Datenbreite von digitalen Schaltungen unterboten werden (210 = 1024). Ein analoger Multiplizierer benötigt etwa zwanzig Transistoren, ein digitaler Multiplizierer mit derselben Genauigkeit mehr als die zwanzigfache Anzahl. Der Aufwand wächst durch die Digitalisierung also zunächst an, was aber durch die immer weiter vorangetriebene Miniaturisierung mehr als kompensiert wird. Auf einem integrierten Schaltkreis kann eine sehr große Menge von Transistoren realisiert werden (zum Beispiel 10 Millionen). Deren Parameter dürfen jedoch ohne Funktionsverlust in erheblichem Maße variieren, wodurch wiederum der Kosten- und Flächen-Aufwand sinkt. Die Eigenschaften der Schaltung werden also weitgehend von den physikalischen Eigenschaften der Bauelemente entkoppelt.
Die vereinfachte Beschreibung digitaler Schaltungen mit den zwei Zuständen H und L reicht vor allem bei immer höheren Geschwindigkeiten und Frequenzen nicht immer aus, um sie zu charakterisieren oder zu entwerfen. Im Grenzfall befindet sich die Schaltung den überwiegenden Teil der Zeit im Übergang zwischen den beiden logisch definierten Zuständen. Daher müssen in solchen Fällen oft zunehmend analoge und hochfrequenztechnische Aspekte berücksichtigt werden. Auch die Metastabilität von Flipflops kann zu Jitter und Ungenauigkeiten führen.
Logikschaltungen
Digitale Schaltungen – auch Schaltsysteme oder logische Schaltungen genannt – bestehen hauptsächlich aus Logikgattern, wie AND-, NAND-, NOR-, OR- oder NOT-Gattern und Speichern, z. B. Flipflops oder Zählern. Durch die Realisierung dieser Schaltungen in einem Integrierten Schaltkreis (monolithische Schaltung) entstehen einfache und immer komplexere Bausteine wie beispielsweise Mikroprozessoren und FPGA.

## Hochfrequenztechnik
Die Hochfrequenztechnik beschäftigt sich vorwiegend mit der Erzeugung und der Ausstrahlung sowie dem Empfang und der Verarbeitung von elektromagnetischen Wellen. Beispiele sind die Funktechnik (Rundfunk, Fernsehen, Radar, Fernsteuerung, Funktelefone, Satellitennavigation, Mikrowellentechnik), aber auch die Vermeidung unerwünschter Schwingungen (Störung, EMV) und unkontrollierter Abstrahlung (Abschirmung).
Die Hochfrequenztechnik ist auch zum Entwurf digitaler Schaltungen zunehmend nötig, da die Taktfrequenzen im Gigahertz-Bereich liegen. Die Dispersion bei der Signalausbreitung auf Leitungen und als Funkwelle stört zunehmend. Bauelemente und Leitungen zeigen bei Hochfrequenz zunehmend unerwünschte parasitäre Effekte (Eigenkapazität von Induktivitäten, Leitungen und Anschlüssen, Eigeninduktivität von Kondensatoren, Leitungen und Anschlüssen), wodurch die mathematische Modellierung (Schaltungssimulation) und der Schaltkreis- und Leiterplattenentwurf erschwert sind.

## Leistungselektronik
Leistungselektronik bezeichnet das Teilgebiet der Elektrotechnik, das die Umformung elektrischer Energie mit elektronischen Bauelementen zur Aufgabe hat. Die Umformung elektrischer Energie mit Transformatoren oder mit rotierenden Maschinensätzen wird dahingegen nicht zur Leistungselektronik gerechnet.

## Mikro- und Nanoelektronik
Die Mikroelektronik beschäftigt sich mit der Entwicklung und Herstellung integrierter Schaltkreise mit Strukturgrößen bzw. Strukturbreiten typisch unter 100 Mikrometern. Oft wird die 100-Nanometer-Grenze unterschritten, hier spricht man teilweise von Nanoelektronik.
Die kleinsten Strukturbreiten bei integrierten Schaltkreisen in Serienproduktion lagen 2018 bei 7 nm, siehe Apple A12 Bionic, und 2020 bei 5 nm, siehe Apple A14 Bionic.

## Bedeutung in der Gesellschaft
Die Elektronik, ihre Miniaturisierung und ständig erweiterte Funktionalität hat einen zunehmenden Einfluss auf das gesellschaftliche Leben und die Warenproduktion. Sie ermöglichte unter anderem die Entwicklung des Computers zum Heimgerät oder des Funktelefons zu einer Kommunikationsplattform. Die Elektronik führte zu einer großen Effizienz- und Qualitätssteigerung der industriellen Fertigung, der landwirtschaftlichen Produktion sowie der Medizintechnik. Ingenieurleistungen wie Entwicklung, Planung, Entwurf, Projektierung und Konstruktion sind ohne elektronische Datenverarbeitung kaum mehr möglich.

## Kommerzielle Elektronikfertigung
Im Jahr 2007 kamen 38 % aller weltweit hergestellten Elektronikprodukte aus der Asien-Pazifik-Region. 1995 lag dieser Anteil noch bei 20 %. Allein China erhöhte seinen Anteil von 3 % 1995 auf 16 % 2007. Unter den Top-10-Ländern befinden sich auch Südkorea, Malaysia, Singapur und Thailand. Der Anteil von Westeuropa lag 2007 bei 19 % der globalen Produktion (entspricht ca. 192 Milliarden Euro). Für die Leistungsreihenfolge der Größe der Elektronikfertigung in Westeuropa gilt folgende Rangliste (Stand: 2006): Deutschland, Frankreich, Großbritannien, Irland, Italien.

## Elektronik und Elektrotechnik als Beruf

### Fortbildung
Eine Fortbildung zum Elektromeister findet an einer Meisterschule statt und dauert ein Jahr Vollzeit bzw. zwei Jahre berufsbegleitend.
Eine Fortbildung zum Elektrotechniker kann an einer Technikerschule in vier Semestern Vollzeit bzw. acht Semestern berufsbegleitend absolviert werden.

### Studienfach
Elektronik wird an vielen Universitäten, Fachhochschulen und Dualen Hochschulen als Studiengang angeboten. An Universitäten wird während des Studiums die wissenschaftliche Arbeit betont, an Fachhochschulen und Berufsakademien steht die Anwendung physikalischer Kenntnisse im Vordergrund.